# 2003 UT291
2003 UT291, também escrito como 2003 UT291, é um objeto transnetuniano que está localizado no Cinturão de Kuiper, uma região do Sistema Solar. Este corpo celeste é classificado como um cubewano. Ele possui uma magnitude absoluta de 6,5 e tem um diâmetro estimado com 221 km.

## Descoberta
2003 UT291 foi descoberto no dia 22 de outubro de 2003 pelo astrônomo Marc W. Buie.

## Órbita
A órbita de 2003 UT291 tem uma excentricidade de 0,061 e possui um semieixo maior de 42,803 UA. O seu periélio leva o mesmo a uma distância de 40,198 UA em relação ao Sol e seu afélio a 45,408 UA.